# Funkzellenabfrage
Die Funkzellenabfrage (FZA) ist eine unter Richtervorbehalt stehende offene Ermittlungsmaßnahme zum Zweck der Strafverfolgung bei Straftaten von erheblicher Bedeutung. Die Behörden fragen dabei Telekommunikationsverbindungsdaten ab, die in einer bestimmten, räumlich bezeichneten Funkzelle in einem bestimmten Zeitraum anfallen. Ziel der Maßnahme ist, die Identität von Tatverdächtigen zu klären oder weitere Anhaltspunkte zur Aufklärung des Sachverhaltes zu erlangen.

## Rechtsgrundlage
Die Maßnahme ist seit Dezember 2015 im § 100g Abs. 3 StPO gesetzlich geregelt. Die Norm nennt drei Tatbestandsvoraussetzungen:
- Es muss eine Straftat von auch im Einzelfall erheblicher Bedeutung vorliegen
- Die Erhebung der Daten muss in einem angemessenen Verhältnis zur Bedeutung der Sache stehen
- Die Erforschung des Sachverhalts oder die Ermittlung des Aufenthaltsortes des Beschuldigten auf andere Weise muss aussichtslos oder wesentlich erschwert sein (Subsidiaritätsklausel)

Da § 100g Abs. 3 S. 1 Nr. 3 StPO auf § 100g Abs. 1 S. 1 Nr. 1 StPO verweist, stellt sich die Frage, ob zusätzlich eine Katalogstraftat nach § 100g Abs. 2 StPO gegeben sein muss, weil mit einer Funkzellenabfrage nach § 100g Abs. 1 S. 3 StPO retrograde Standortdaten erhoben werden. Der Bundesgerichtshof hat diese Frage bejaht.
Sollen neben den Verkehrsdaten noch Daten nach § 176 TKG erhoben werden, dann ergibt sich bereits aus dem Wortlaut, dass eine entsprechende Katalogstraftat vorliegen muss. § 176 TKG (§ 113b TKG a. F.) regelt aber die Vorratsdatenspeicherung, wonach Daten bis zu zehn Wochen rückwirkend gespeichert bleiben sollen. Da diese Regelung gegen Europarecht verstößt, findet momentan keine Vorratsdatenspeicherung statt.

## Nachträgliche Benachrichtigung
Gemäß § 101a Abs. 6 StPO sind die Betroffenen über die Maßnahme zu benachrichtigen. Davon kann mit Zustimmung des zuständigen Gerichts im Einzelfall abgesehen werden, wenn der Zweck der Maßnahme gefährdet wäre. Außerdem können Ermittlungsbehörden gemäß § 101 Abs. 4 Satz 4 StPO von der Benachrichtigung absehen, wenn davon auszugehen ist, dass die Betroffenen kein Interesse an einer Benachrichtigung haben. In der Praxis wird dies nahezu immer angenommen, sodass lediglich Beschuldigte des jeweiligen Strafverfahrens benachrichtigt werden, nicht aber mitunter viele tausend Personen, die in eine Funkzellenabfrage geraten sind, ohne dass gegen sie ermittelt wurde.

### Transparenzsystemversuch in Berlin
Das Land Berlin hat im November 2018 das Funkzellenabfragen-Transparenz-System (FTS) vorgestellt, um die gesetzliche Pflicht zur Benachrichtigung in Zukunft zu erfüllen. Interessierte konnten ihre Mobilfunknummer hinterlegen und wurden nach Abschluss des Ermittlungsverfahrens informiert, sofern ihre Mobilfunknummer in einer Funkzellenabfrage erfasst wurde. Das System wurde seit dem September 2021 im Probebetrieb betrieben und im Jahr 2023 aufgrund von technischen und rechtlichen Problemen eingestellt.

## Kontroverse Funkzellenabfragen
Bei der Gegenkundgebung zum Naziaufmarsch zum Gedenken an den 13. Februar 1945 im Februar 2011 in Dresden wurden mittels mehrerer Funkzellenabfragen über eine Million Verkehrsdatensätze und über 40.000 Bestandsdatensätze von Versammlungsteilnehmern und Unbeteiligten gespeichert und ausgewertet. In der Folge verlor Polizeichef Dieter Hanitsch sein Amt und es kam zu einer Kontroverse zwischen dem Sächsischen Datenschutzbeauftragten Andreas Schurig und der sächsischen Justiz.
Am 24. Oktober 2009 fand in der Rigaer Straße in Berlin eine versuchte Auto-Brandstiftung statt. Bei den Ermittlungen wurden im Rahmen einer Funkzellenabfrage sämtliche Verkehrsdaten von 13 umliegenden Mobilfunkzellen abgefragt, was nach Bekanntwerden im Jahr 2012 für innenpolitische Kontroversen sorgte.
Die Initiative Nachrichtenaufklärung ernannte 2015 das Thema „Moderne Rasterfahndung per Handy“ zu einem der vernachlässigten Themen der deutschen Massenmedien.
Im Rahmen des G20-Gipfels in Hamburg wurden laut einer Antwort des Hamburger Senats 38 Anträge zur Erhebung von Funkzellendaten gestellt sowie 37 Stille SMS in 31 Verfahren versandt. Auch IMSI-Catcher sollen im Einsatz gewesen sein. Besonders Politiker der Parteien Die Linke und der Piratenpartei kritisierten den intransparenten Umgang, da Betroffene nicht über die Maßnahmen benachrichtigt werden.